# مايك رايشنباخ
مايك رايشنباخ (بالإنجليزية: Mike Reichenbach)‏ هو لاعب كرة قدم أمريكية أمريكي، ولد في 14 سبتمبر 1961 في Fort Meade, Maryland ‏ في الولايات المتحدة.

## وصلات خارجية
- مايك رايشنباخ على موقع مرجع كرة القدم المحترفة.كوم (الإنجليزية)